# Кацаго Брабия
Каца̀го Бра̀бия (на италиански: Cazzago Brabbia; на ломбардски: Cazegh, Кацег) е село и община в Северна Италия, провинция Варезе, регион Ломбардия. Разположено е на 265 m надморска височина, на южния бряг на езеро Лаго ди Варезе. Населението на общината е 810 души (към 2017 г.).